# Los malnacidos (movimiento social)
Los malnacidos es un movimiento que nació en el año 2013 en el estado mexicano de Sonora, que originalmente surgió para protestar en contra del  gobernador Guillermo Padrés Elías y su administración de gobierno, principalmente contra el "impuesto de Tenencia", pero en general por los actos de corrupción en que incurrió tanto Padrés Elias, como sus funcionarios, amigos y hasta familiares.

## Antecedentes
El impuesto a la tenencia vehicular en México existe desde el año 1961, año en que fue impuesta a nivel federal por el presidente Gustavo Díaz Ordaz, sin embargo, conforme al decreto presidencial publicado en el Diario Oficial de la Federación el 21 de diciembre de 2007, se ordenó su abrogación como impuesto federal a partir del 1 de enero de 2012 pero facultando a las entidades federativas a optar por su cobro.
Muchos estados de la república optaron por no cobrar dicho impuesto. No obstante, en la Ley de Ingresos y Presupuesto de Egresos 2013 del estado de Sonora, aprobada en diciembre de 2012 por el Congreso de Sonora, se consignó y aprobó el cobro de un impuesto denominado Contribución al Fortalecimiento Municipal también llamado por sus siglas COMUN, que implicaba el cobro de una tasa del 3% sobre el valor de vehículos automotores. Dicho impuesto fue percibido por los sonorenses como una tenencia "disfrazada" comenzando una serie de manifestaciones populares y recursos jurídicos contra tal gravamen.
Adicionalmente, se aprobó un pago de cien pesos en moneda nacional por concepto de tenencia, dicha cuota fija es anual y aplicable por burro, caballo o animal de carga.
Aunque organismos empresariales se han desmarcado del movimiento, organismos de la iniciativa privada también se han manifestado en contra de la aplicación de la tenencia disfrazada, entre ellos la Asociación Mexicana de Distribuidores de Automóviles, la Cámara Nacional de la Industria de Transformación, la Cámara Nacional de Comercio, Servicios y Turismo y la Cámara Nacional de la Industria Restaurantera y Alimentos Condimentados.

## Manifestaciones
Las primeras manifestaciones se dieron el 17 de diciembre de 2012, cuando apenas 200 personas se dio cita en el palacio de gobierno de Sonora para reclamar sobre la nueva ley de ingreso. Al día siguiente, 18 de diciembre, se llevó a cabo una marcha desde el bulevar Morelos hasta el palacio de gobierno del estado en Hermosillo, donde se tuvo una afluencia de alrededor de 500 personas. El 19 de diciembre se realizó la tercera manifestación en el cruce de los bulevares Morales y Kino de la capital del estado para salir con rumbo al palacio de gobierno, esta ocasión se dieron cita más de tres mil personas. El 20 de diciembre, por cuarto día consecutivo, se realizó una manifestación en contra de la tenencia, esta vez fueron 5000 personas las que acudieron a protestar a la casa de gobierno.
A principios de enero de 2013 se llevó a cabo la primera Caravana no más impuestos que tuvo la participación de aproximadamente 8 mil vehículos, formando una fila de más de diez kilómetros. La segunda marcha fue convocada para el domingo 13 de enero y se realizó de forma simultánea en Hermosillo, San Luis Río Colorado, Ciudad Obregón, Navojoa, Caborca; la manifestación conjunta en las cinco ciudades sumó a más de 20 mil personas y se anunciaron los boicots a la Serie del Caribe 2013 y al Festival Alfonso Ortiz Tirado. El anuncio de las organizaciones civiles de "boicotear" la edición 2013 de la Serie del Caribe que comienza el 1 de febrero y el FAOT que inició el 25 de enero es lo que motivó el comentario que daría origen al nombre de este movimiento.
Una semana después, el 20 de enero, se realizó una nueva caravana en la que participaron más de 15 mil vehículos en Hermosillo, la manifestación tuvo como destino el nuevo estadio de béisbol; simultáneamente se realizaron manifestaciones en Huatabampo, Caborca, San Luis Río Colorado, Agua Prieta, Navojoa, Guaymas, Nogales y Ciudad Obregón. El gobierno estatal solicitó una propuesta para contar con el recurso que se dejaría de captar por concepto de tenencia, en respuesta esto, el movimiento propuso el no aumento de sueldos a funcionarios y que no el gobierno no realice más fiestas.

## Boicot a la Serie del Caribe
Al iniciar la Serie del Caribe en su edición 2013, los manifestantes, auto llamados malnacidos, se dieron cita en las afueras del Estadio Sonora para bloquear dos de los cuatro carriles de acceso, autoridades acudieron al lugar acompañados de policías municipales y estatales con tanquetas con el fin de negociar una solución y se acordó abrir un carril más. La Policía Estatal de Sonora y granaderos intentaron abrir más carriles y cerrar el camino a los activistas través de empujones, haciendo lujo de violencia y amenazando a los ciudadanos, orden realizada por el gobernador guillermo padres, más conocido como el GoberLadron.
Nuevamente el 4 de febrero de 2013, los malnacidos intentaron manifestarse como lo habían hecho meses previos, pero elementos de las fuerzas municipales, estatales y federales cerraron los accesos a la avenida sobre la que se llevaría la marcha, intentando en dos ocasiones desviarlos de ruta.
En una manifestación posterior en el mes de febrero, guillermo padres y sus lacayos enviaron un grupo de "cholos" golpeadores a tratar de amedrentar a Los Malnacidos, logrando solo mayor rechazo por parte de la población, además de que se descubrió que policías escondidos esperaban para intervenir durante los actos de violencia y lanzarse sobre Los Malnacidos, lo cual no les funcionó, pues aunque existieron agresiones, se logró el cometido de llegar a palacio de gobierno a exigir la renuncia del goberLadron.

## MegaMentada
Dos semanas antes del 15 de septiembre de 2013,  los "malnacidos" convocan a los sonorenses para manifestarse en la ceremonia del grito de independencia en la capital de Sonora, Hermosillo, donde se congregarían miles de manifestantes para abuchear al Gobernador de Sonora Guillermo Padrés Elías. El Gobernador mandó a cercar la Plaza y a controlar los accesos para evitar este suceso, ocasionando mayor inconformidad en la población hermosillense. Entre las maniobras evasivas del gobernador se Sonora, se tuvo el adelanto de una hora anticipada a la hora que por costumbre se daba el grito, en los medios televisivos se editó con aplasos y gritos grabados la ceremonia simulando fiesta y alegría, y en el portal del imparcial se expusieron fotografías de años anteriores. Mientras que los esfuerzos de la "megamentada" trataron de ser contrarrestados en la ceremonia del grito, en las redes sociales, especialmente Twitter el hashtag #GuillermoPadresChingaTuMadre llegó a trending topic nacional sostenido por casi 6 horas.

## Represión
Durante las marchas en contra de los actos de corrupción del Gobernador Guillermo Padrés Elías, se envió un grupo de choque de estudiantes de boxeo que practicaban en las instalaciones proporcionadas por Alejandro López Caballero, Presidente Municipal de Hermosillo, para que golpearan a los manifestantes. En otra ocasión, en una de las caravana de automóviles, envió personas de aspecto "cholo" a provocar incidentes para tratar de dispersar a la gente que se manifestaba de manera libre y pacífica.